# Raperonzolo

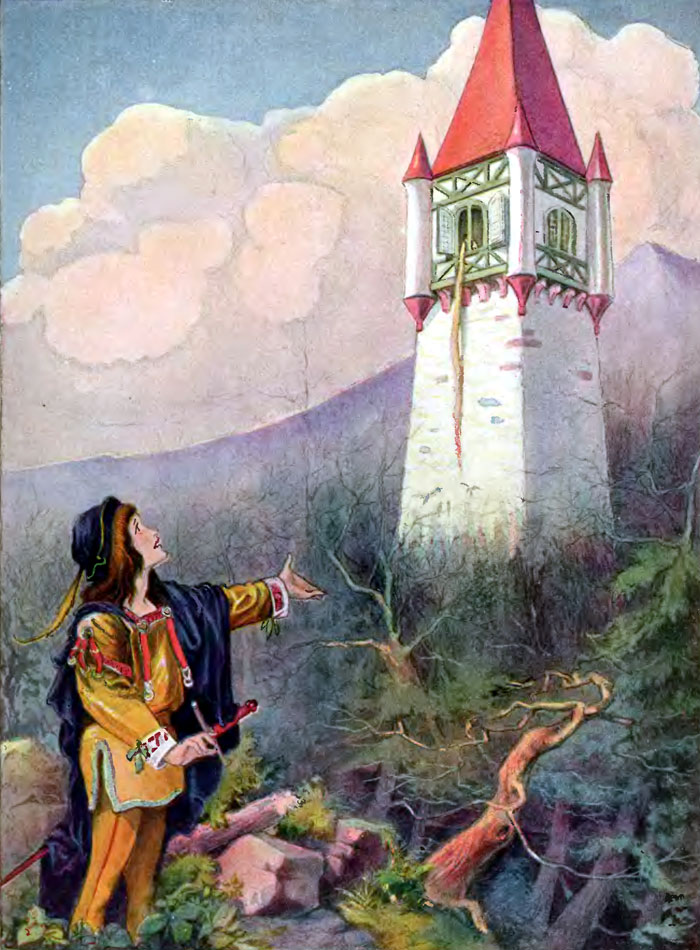
Illustrazione per Raperonzolo di Johnny Gruelle

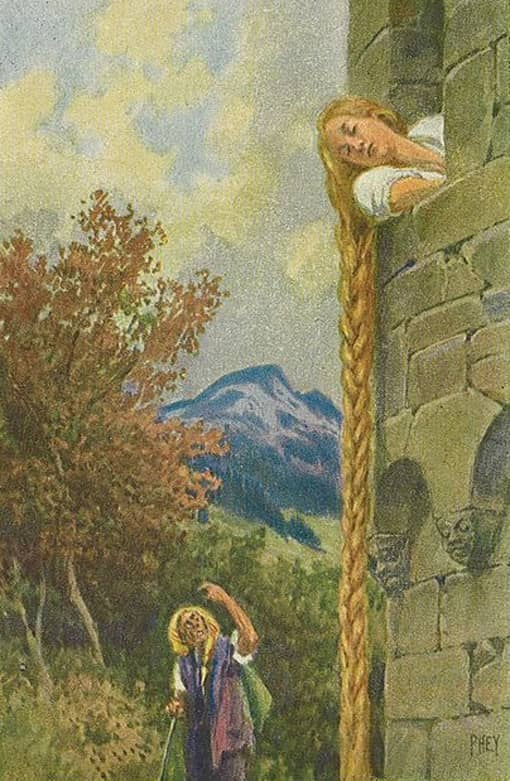
Illustrazione per Raperonzolo di Paul Hey

Raperonzolo è una fiaba tradizionale europea, pubblicata per la prima volta dai fratelli Grimm nella raccolta Fiabe (Kinder- und Hausmärchen, 1812-1815) col titolo originale Rapunzel. In questa raccolta è la fiaba numero 13.

## Trama

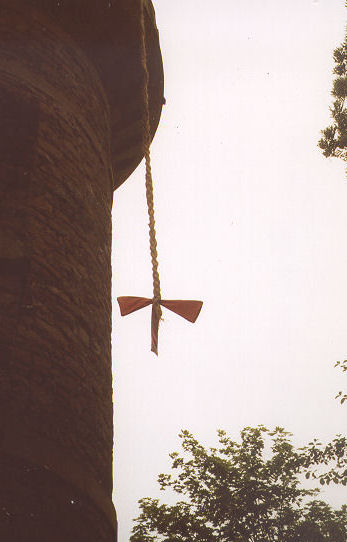
Riferimento a Raperonzolo nel parco del castello di Ludwigsburg.

Una coppia di sposi vive accanto a un meraviglioso giardino protetto da alte mura, che appartiene a una potente maga, conosciuta come "Dama Gothel". Essi desiderano ardentemente un figlio e, quando la donna rimane finalmente incinta, viene presa da una gran voglia di mangiare alcuni raperonzoli che crescono nel giardino della vecchia megera. Temendo che la moglie sarebbe morta se il suo desiderio non fosse stato esaudito, e con essa anche il bambino, il marito decide di accontentarla e così durante la notte ruba alcuni dei raperonzoli della maga, e per sua fortuna non viene scoperto. Il giorno dopo però, la voglia della moglie di mangiare raperonzoli aumenta e così il marito decide nuovamente di rubare alla maga alcuni dei suoi raperonzoli, ma questa volta è colto sul fatto dalla maga. Questa, nonostante le giustificazioni dell'uomo, decide di punirlo, consentendogli di tornare a casa con i raperonzoli sottratti a condizione che, una volta nato, il bambino tanto atteso venga consegnato proprio a lei, che promette di trattarlo bene. Disperato, l'uomo alla fine acconsente.
Il tempo passa e nasce una bella bambina. La maga la prende con sé e le dà il nome di "Raperonzolo", strappandola ai genitori. Quando la bimba compie 12 anni, la chiude in un'alta torre senza porte e senza scale nel mezzo del bosco. Raperonzolo ha lunghi capelli dorati che tiene legati in una treccia e quando la strega va a trovarla le grida: «Oh Raperonzolo, sciogli i tuoi capelli, che per salir mi servirò di quelli». E così, arrampicandosi sulla sua treccia, può entrare nella celletta attraverso l'unica finestra della torre.
Un giorno il figlio di un Re, che per caso passava nei dintorni, sente Raperonzolo cantare e rimane rapito dalla sua incantevole voce. Non trovando alcun accesso alla torre, però, se ne va sconsolato, ma si ripromette di tornare ogni giorno ad ascoltare quel canto meraviglioso, finché una volta vede la strega e scopre il modo per salire dalla sua bella. Decide così quella notte di provare anche lui: recita i versi che aveva sentito dalla vecchia e in un batter d'occhio si ritrova nella torre con la bella fanciulla. Egli allora le dichiara tutto il suo amore e le chiede di sposarlo. Raperonzolo, nonostante l'iniziale spavento, finisce con l'accettare la proposta e, insieme al Principe, pianifica la fuga. Egli torna tutte le notti, poiché di giorno vi si reca la strega, e le porta della seta, che la fanciulla avrebbe tessuto fino a darle la forma di una scala, con cui avrebbe potuto scendere dalla torre.
Un giorno Raperonzolo parla accidentalmente del principe alla maga che, accecata dall'ira, la punisce tagliandole i capelli e abbandonandola nel deserto. Quando quella stessa notte il Principe si arrampica sulla treccia dorata, si trova di fronte la vecchia Dama Gothel, che gli dice che mai più avrebbe ritrovato la fanciulla. A questo punto, il Principe si getta dalla torre in preda alla disperazione (in alcune versioni, la donna lo scaraventa dall'edificio): ha salva la vita, ma i rovi sottostanti lo accecano permanentemente. 
Per anni erra nei boschi, finché un giorno giunge nel deserto, dove riconosce la voce di Raperonzolo, che nel frattempo ha partorito due gemelli, un maschio e una femmina (figli del principe). Ella, piangendo insieme a lui, fa cadere le proprie lacrime sui suoi occhi, rendendogli così la vista. Il Principe la porta così nel suo regno, dove vivono per sempre felici e contenti.
Per quanto riguarda la strega arrabbiatissima per aver scoperto che Raperonzolo e il principe la avevano avuta vinta, si rinchiude nella torre perché non vuole saperne più di niente o di nessuno.

## Classificazione
- KHM 12.
- Sistema di classificazione Aarne-Thompson: tipo 310, The Maiden in the Tower.

## Differenze fra le edizioni
Nella versione della fiaba pubblicata da J. Achim Christoph Friedrich Schulz nel suo Kleine Romane (1790), che fu la fonte diretta dei Grimm, la proprietaria del giardino è una fata (Fee), e come tale appare anche nella prima edizione de Le fiabe del focolare (1812) dei Grimm. Nell'ultima edizione del 1857 i Grimm hanno deliberatamente germanizzato la storia cambiando la fata in una più teutonica "maga" (Zauberin), così come hanno cambiato il "principe" dell'originale (Prinz) in un germanico "figlio di re" (Königssohn). Tuttavia ella non viene mai chiamata "strega" (in tedesco: Hexe), nonostante il termine venga utilizzato in alcune traduzioni e negli adattamenti moderni. Inoltre, nella prima edizione del 1812 Raperonzolo svela ingenuamente alla maga la sua gravidanza chiedendole come mai i suoi vestiti le vadano stretti, mentre nelle riedizioni successive le chiede come mai il principe sia più facile di lei da sollevare.

## Analisi
La maga di questa fiaba si chiama "Dama Gothel", cioè "madrina" in tedesco. Personifica il genitore iperprotettivo e per questo vi sono spesso interpretazioni secondo cui questo personaggio non sarebbe poi così tanto negativo.
Secondo alcune credenze popolari, sarebbe pericoloso negare a una donna incinta i cibi desiderati e i familiari sarebbero capaci di andare fino in capo al mondo per procurargliene.
L'accordo impari con cui si apre la storia è caratteristica comune di molte fiabe. Si vedano, per esempio, Jack e la pianta di fagioli, dove Jack vende una mucca per un pugno di fagioli, o La bella e la bestia, dove la bella viene consegnata alla bestia in cambio di una rosa.

## Origini
Il motivo della fanciulla rinchiusa in una torre può essere facilmente ricondotto alla figura mitologica di Danae. Ma esistono altre storie che ricordano molto più da vicino la fiaba dei fratelli Grimm.
Ne Lo cunto de li cunti (1634), conosciuto ora come Pentamerone, di Giambattista Basile, si trova una fiaba intitolata Petrosinella che narra una storia parzialmente simile a quella riportata dai fratelli Grimm. Nella storia di Basile una donna incinta desidera mangiare del prezzemolo (da cui deriva, in napoletano, il nome di "Petrosinella") che si trova nel giardino di un'orchessa, che poi la cattura e le fa promettere, in cambio della vita, di darle la sua bambina una volta nata. Anche qui c'è l'incontro tra la ragazza e il principe, che viene descritto in maniera piuttosto "piccante". In effetti il racconto potrebbe essere considerato come una fiaba di origine italiana se non fosse per le differenze con la versione tedesca (e il fatto che Giambattista Basile non fosse considerato uno scrittore importante).
Nel 1698 Mademoiselle de la Force scrisse una fiaba particolarmente simile alla versione che verrà riportata dai Grimm, dal titolo Persinette, pubblicata nella raccolta Les Contes des Contes. Qui, come nella prima versione dei fratelli Grimm, la fanciulla rimane incinta del principe prima di progettare la fuga dalla torre.
Persinette venne tradotta in tedesco da Friedrich Schulz, che la pubblicò nel 1790 in Kleine Romane reintitolandola Rapunzel e sostituendo il prezzemolo con dei raperonzoli. Si presume che i fratelli Grimm si basarono su questa traduzione per la loro versione di Raperonzolo, che pubblicarono nel 1812 in Kinder- und Hausmärchen epurandola da alcuni elementi che credevano fossero stati aggiunti successivamente alla fiaba originale tedesca. Negli anni a seguire la fiaba venne revisionata fino all'ultima riedizione della raccolta del 1857.

## Varianti
Raperonzolo condivide la storia con altre protagoniste fantastiche. Per alcune si tratta della medesima storia, per altre esiste solo l'analogia del fatto di essere rinchiuse in una torre.
- Danae, antico mito greco.
- Petrosinella, appare nel 1634 nel Lo cunto de li cunti di Giambattista Basile.
- Persinette, appare nel 1698 nella raccolta Les Contes des Contes di Charlotte-Rose de Caumont La Force.
- Bianca-come-neve-Rossa-come-fuoco, versione siciliana raccolta da Giuseppe Pitrè.
- Anthousa, Xanthousa, Chrisomalousa è una fiaba greca di Georgios A. Megas, narrata dal punto di vista dell'eroe che salva la ragazza.
- Bianca come la neve, Rossa come il sangue, versione bergamasca raccolta da Marino Anesa in La donna del Gioco - Racconti popolari delle terre di Albino.

- Nella raccolta Fiabe italiane (1956) di Italo Calvino, si racconta una fiaba simile a quella di Raperonzolo, intitolata Il Principe Canarino, in cui una principessa viene imprigionata in una torre a causa della gelosia materna.
- Puddocky, una fiaba di origini tedesche, inizia con una fanciulla che cade nelle grinfie di una strega per aver chiesto alla madre di sottrarle del cibo.
- La fiaba italiana Prunella (Prezzemolina, nella versione di Italo Calvino)[6] narra di una fanciulla che ruba del cibo e che viene per questo catturata da una strega.
- Anthousa, Xanthousa, Chrisomalousa è una fiaba greca, narrata dal punto di vista dell'eroe, che insieme all'eroina fugge dalla strega, la quale però opera su di loro un maleficio.

## Adattamenti

### Teatro
- Nel musical Into the Woods (1987) di Sondheim e Lapine, la fiaba di Raperonzolo viene rivisitata intrecciandone la storia con quella di altre note fiabe dei fratelli Grimm.

### Cinema
- The Story of Rapunzel (1951) di Ray Harryhausen, breve film d'animazione a passo uno.
- Barbie Raperonzolo (2002), film d'animazione direct-to-video in CGI in cui Barbie rivive la fiaba di Raperonzolo.
- Nel film I fratelli Grimm e l'incantevole strega (2005) la regina, interpretata da Monica Bellucci, riprende in una scena il personaggio di Raperonzolo, calando la lunga chioma da una finestra.
- Nel film d'animazione Shrek terzo (2007) Raperonzolo è una delle principesse amiche di Fiona, ma diventa alleata di Azzurro.
- Nel film d'animazione Cenerentola e gli 007 nani (2007) si parla di Raperonzolo.
- Nel film Inkheart - La leggenda di cuore d'inchiostro (2008) il protagonista, un rilegatore in grado di far uscire i personaggi dai libri leggendoli ad alta voce, fa uscire Raperonzolo leggendone la fiaba.
- Alla fiaba di Raperonzolo è ispirato il film d'animazione della Disney, Rapunzel - L'intreccio della torre (2010), a cui fanno seguito il cortometraggio Rapunzel - Le incredibili nozze (2011) e il film televisivo Rapunzel - Prima del sì (2017). La protagonista di nome Rapunzel è stata inserita nell'elenco ufficiale delle Principesse Disney al decimo posto, dopo Tiana e prima di Merida.
- Nel film Into the Woods (2014), tratto dall'omonimo musical, il ruolo di Rapunzel è affidato all'attrice MacKenzie Mauzy, mentre il ruolo della strega è affidato all'attrice Meryl Streep.

### Televisione
- L'episodio 13 della serie televisiva Le grandi fiabe (1958-1961) è un adattamento della fiaba con Carol Lynley (Raperonzolo), Don Dubbins (Principe Peter) e Agnes Moorehead (la strega).
- Nella serie televisiva americana Nel regno delle fiabe, prodotta nel 1983, l'episodio 3 è dedicato a Raperonzolo, che è interpretata da Shelley Duvall, mentre la strega e il principe sono interpretati rispettivamente da Gena Rowlands e Jeff Bridges.
- Rapunzel oder Der Zauber der Tränen (1988) film televisivo della Germania dell'Est prodotto dalla DEFA, in cui la storia di Raperonzolo viene combinata con la fiaba La vergine Malvina, sempre dei fratelli Grimm.
- Nella serie animata giapponese Le fiabe son fantasia (Gurimu Meisaku Gekijō) (1987-1989), prodotta dalla Nippon Animation, l'episodio 29 è dedicato a Raperonzolo.
- Rapunzel, episodio della serie animata direct-to-video Favole senza tempo (Timeless Tales from Hallmark) (1990-1991) prodotta da Hanna-Barbera e Hallmark Cards, narrato da Olivia Newton-John.
- Fiabe di tutto il mondo (1990-91), serie animata direct-to-video dell'Encyclopædia Britannica Films, in cui oltre alla versione dei Grimm vengono narrate altre due varianti della fiaba.
- Into the Woods (1991), ripresa dal vivo dell'omonimo musical, trasmesso come episodio della serie televisiva American Playhouse.
- Happily Ever After: Fairy Tales for Every Child (1995-2000), serie animata HBO, l'episodio 8 è un adattamento della fiaba ambientato in Louisiana in cui Whoopi Goldberg doppia la strega Zenobia.
- Nella serie animata tedesca Simsalagrimm, prodotta nel 1999, l'episodio 8 è dedicato a Raperonzolo.
- Nella serie tedesca Le più belle fiabe dei fratelli Grimm (Acht auf einen Streich), prodotta nel 2009, l'episodio 2, diretto da Bodo Fürneisen con Luisa Wietzorek e Jaime Krsto Ferkic, è dedicato a Raperonzolo.
- Nella serie Mattel Ever After High (2013-2017) basata sull'omonima linea di bambole, sono presenti le due figlie gemelle di Raperonzolo: Holly e Poppy O'Hair.
- Nel 2014 Rapunzel compare con il volto dell'attrice afroamericana Alexandra Metz nella terza stagione della serie televisiva C'era una volta, mentre Meegan Warner e Gabrielle Anwar ne interpretano una versione alternativa, rispettivamente da giovane e da adulta, nella settima stagione nel 2017.
- Nella serie animata italiana Regal Academy, Raperonzolo è una dei docenti della scuola.
- Rapunzel: La serie (2017-2020), serie televisiva animata prodotta da Disney Television Animation, basata sul film Rapunzel - L'intreccio della torre.

### Video musicali
- Mary (2004) video musicale degli Scissor Sisters che presenta una parodia della fiaba animata da Don Bluth.

## Il "raperonzolo"

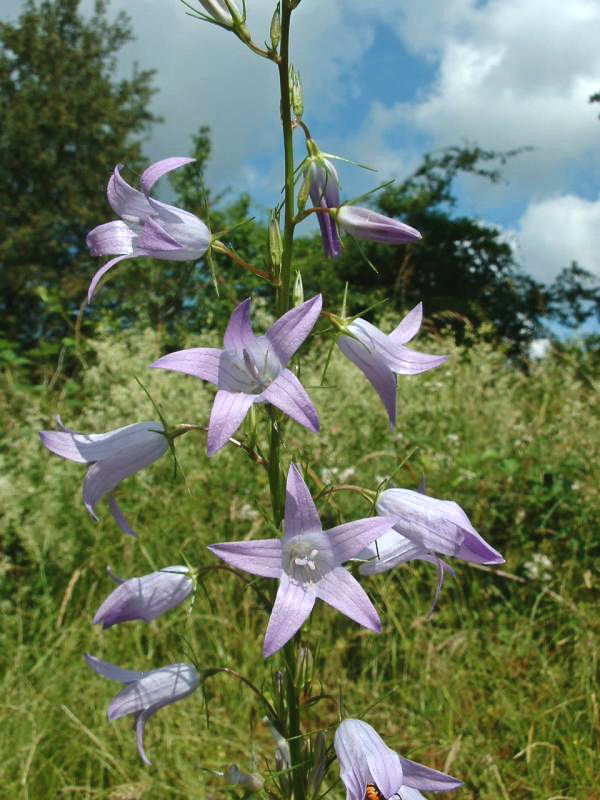
Campanula rapunculus

Non è facile capire quale pianta i fratelli Grimm intendessero con il termine "Rapunzel".
Le possibilità sono almeno tre (tutte presenti nel loro celebre dizionario, Deutsches Wörterbuch):
1. Valerianella locusta[8] - più comunemente conosciuta "soncino", è una pianta da insalata. In tedesco è chiamata "Feldsalat".
2. Campanula rapunculus - nota in Italia proprio con il nome di "raperonzolo", si distingue per i suoi fiori a campanula e può essere usata anche per la preparazione di contorni. In tedesco è chiamata Rapunzel-Glockenblume.
3. Phyteuma spicata[9] - in tedesco è chiamata Ährige Teufelskralle.

## Curiosità
Nel 2012 un gruppo di fisici, Joseph Keller e Raymond Goldstein degli Stati Uniti, Patrick Warren e Robin Ball del Regno Unito, hanno studiato e calcolato l'equilibrio delle forze che strutturano e fanno muovere i capelli umani raccolti in una coda di cavallo; il risultato matematico è un rapporto tra lo spessore del capello e il raggio di curvatura medio, da loro chiamato numero di Rapunzel. Questo curioso studio è stato insignito scherzosamente del premio Ig Nobel.